# Acțiunea la distanță
În fizică, acțiunea la distanță este conceptul că un obiect poate fi mișcat, schimbat sau altfel afectat fără a fi atins fizic (ca în contact mecanic) de un alt obiect. Respectiv, este interacțiunea nonlocală a obiectelor care sunt separate în spațiu.
Acest termen a fost folosit cel mai adesea în contextul teoriilor timpurii despre gravitație și electromagnetism pentru a descrie modul în care un obiect răspunde la influența obiectelor îndepărtate. De exemplu, legea lui Coulomb și legea lui Newton a gravitației universale sunt astfel de teorii timpurii.
Mai general, „acțiunea la distanță” descrie eșecul teoriilor atomiste și mecaniciste timpurii care au căutat să reducă toată interacțiunea fizică la coliziune. Explorarea și rezolvarea acestui fenomen problematic au dus la evoluții semnificative în fizică, de la conceptul de câmp, la descrieri ale înțelegerii cuantice și a particulelor ca mediator ale modelului standard.

## Isaac Newton despre acțiunea la distanță

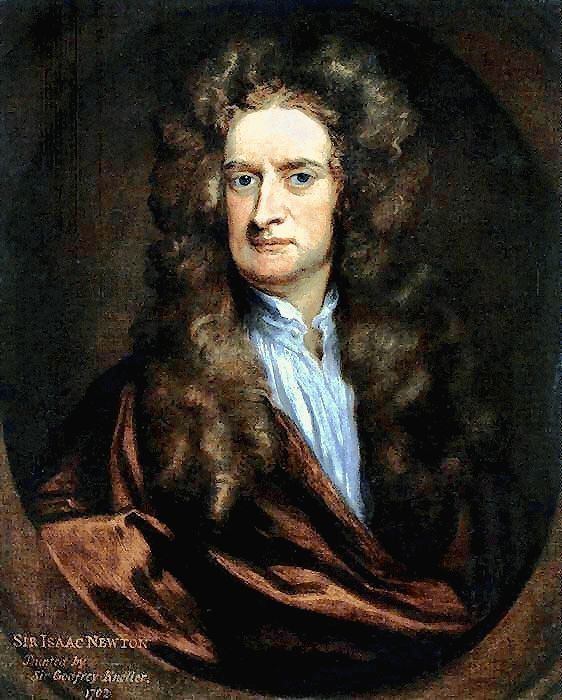
Fizicianul și matematicianul englez Sir Isaac Newton (1642–1727)

Interpretarea textelor lui Isaac Newton a suscitat numeroase controverse, până în zilele noastre. Una din cele mai aprinse dezbateri este legată de acțiunea între două corpuri aflate la distanță unul de celălalt (atracția gravitațională), și în ce măsură Newton a implicat pe Dumnezeu în acest caz. Practic, majoritatea lucrărilor discută patru tipuri de atracții gravitaționale în cazul corpurilor aflate la distanță: acțiunea la distanță directă ca proprietate intrinsecă a corpurilor în sens epicurian; acțiunea la distanță directă mediată divin, de Dumnezeu; acțiunea la distanță mediată printr-un eter material; sau acțiunea la distanță mediată printr-un eter imaterial.
Filosofii au încercat să clarifice aspectele legate de acțiunea la distanță și implicarea lui Dumnezeu pe baza unor investigații textuale în principal din Mathematical Principles of Natural Philosophy (prima ediție apărând în 1687), corespondența lui Newton cu Richard Bentley (1692/93), și Interogările pe care Newton le-a introdus la sfârșitul cărții Optica în primele trei ediții (între 1704 și 1721).
Andrew Janiak, în”Newton as philosopher”, a considerat că Newton a negat că gravitația ar putea fi esențială pentru materie, a respins acțiunea directă la distanță și, de asemenea, a respins ideea unei substanțe materiale. Dar Newton era de acord, în opinia lui Janiak, cu un eter imaterial, pe care a considerat că Newton îl identifică cu chiar Dumnezeu: ”Newton crede în mod evident că Dumnezeu ar putea fi chiar ”mediul imaterial” care stă la baza tuturor interacțiunilor gravitaționale dintre corpurile materiale”.
Steffen Ducheyne, în ”Newton on Action at a Distance”, a considerat că Newton nu a acceptat niciodată o acțiune directă la distanță, doar o intervenție materială sau prin intermediul unei substanțe imateriale.
Hylarie Kochiras, în ”Gravity and Newton’s substance counting problem”, a argumentat că Newton era înclinat să respingă acțiunea directă la distanță, acordând prioritate ipotezei unui mediu imaterial. Dar, în momentele sale speculative, Newton a oscilat între acceptarea și respingerea acțiunii directe la distanță. Newton, conform lui Kochiras, susține că Dumnezeu este omniprezent virtual, forța/agentul trebuie să subziste în substanță, și Dumnezeu este omniprezent în mod substanțial, rezultând că există o premisă ascunsă, principiul acțiunii locale.
Eric Schliesser, în ”Newton’s substance monism, distant action, and the nature of Newton’s Empiricism”, a susținut că Newton nu refuză categoric ideea ca materia să fie activă, și deci că a acceptat posibilitatea unei acțiuni directe la distanță. Newton afirmă omniprezența virtuală a lui Dumnezeu în plus față de omniprezența sa substanțială.
John Henry, în Gravity and De gravitatione: The Development of Newton’s Ideas on Action at a Distance”, a susținut de asemenea că acțiunea directă la distanță nu a fost de neconceput pentru Newton, respingând ideea că gravitatea poate fi explicată prin materie subtilă, acceptând ideea unui Dumnezeu omnipotent, și respingând atracția epicuriană.
Newton a refuzat acțiunea directă ca proprietate intrinsecă a corpurilor, și acțiunea la distanță mediată printr-un eter material. În ceea ce privește celelalte două tipuri de acțiune, directă prin intervenție divină și mediată printr-un mediu imaterial, Newton a oscilat între aceste două posibilități, declarând în mai multe rânduri că nu cunoaște cauza exactă a gravitației, dar în amândouă cazuri a implicat pe Dumnezeu, în mod direct în acțiunea directă, și ca fiind cauza primară (mediul/eterul imaterial fiind cauza secundară) în acțiunea prin intermediul unui eter imaterial. Însă, întrucât o recunoaștere a acțiunii directe la distanță ar fi putut da oarecare credit celor care credeau că gravitația poate fi esențială pentru materie, și în consecință ateismului, Newton nu a recunoscut niciodată în mod deschis acceptarea posibilității unei astfel de idei (dar nici nu a negat niciodată în mod direct această posibilitate). Spre finele vieții, Newton a înclinat mai mult spre o acțiune la distanță mediată de un eter imaterial, căutând o explicație fenomenologică în acest sens.
În sursele primare se afirmă că Newton a folosit termenul „acțiune la distanță” pentru a se referi la mișcarea care nu este produsă prin contactul direct dintre corpurile în discuție aflate la distanță. În Interogarea 29 din Optica, Newton afirmă: ”Substanțele peliculare acționează asupra razelor de lumină la distanță în refracție, reflexie și influențare a acestora, iar razele agită reciproc părțile acelor substanțe la distanță pentru a le încălzi; iar această acțiune și reacție la distanță seamănă foarte mult cu o forță atrăgătoare între corpuri. ”De asemenea, Newton a formulat variante draft ale interogării 17 în termenii „care sunt mijloacele prin care corpurile acționează unul asupra altuia la distanță?” Modul său de a formula această întrebare, în contextul respectiv specific a sugerat că, pentru a „acționa la distanță”, corpurile necesită medierea unei substanțe imateriale.

## Corespondența cu Richard Bentley

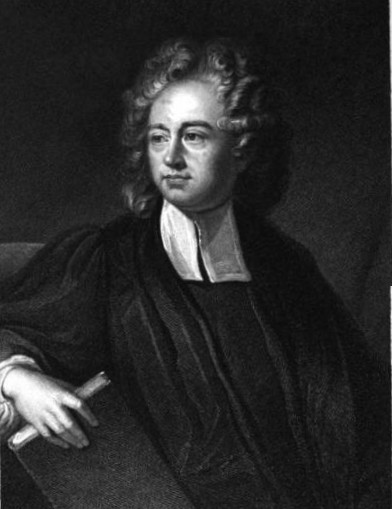
Richard Bentley (1662–1742) a fost un om de știință și teolog englez.

În corespondența lui Newton cu Richard Bentley, Newton a respins posibilitatea de acțiune la distanță, în ciuda faptului că în Principia o acceptă. În 25 februarie 1692/93, în a treia scrisoare adresată lui Bentley, Newton a scris:
”Este de neconceput ca materia neînsuflețită, fără medierea altcuiva, care nu este material, să acționeze asupra și să afecteze alte materii fără contact reciproc... Această gravitație ar trebui să fie înnăscută, inerentă 	și esențială pentru materie, astfel încât un corp să poată acționa asupra altuia la distanță în vid, fără medierea a orice altceva, cu care si prin care acțiunea și forța lor pot fi transmise de la unul la altul, este pentru mine o atât de mare absurditate încât cred că nimeni care are în materie filosofică o facultate de gândire competentă nu poate să creadă vreodată în ea. Gravitația trebuie să fie cauzată de un agent care acționează în mod constant în conformitate cu anumite legi; dar dacă acest agent este material sau imaterial, am lăsat la latitudinea cititorilor mei.”
Janiak afirmă că Newton a respins acțiunea robustă (fără mediu material sau imaterial) la distanță în scrisoare deoarece avea viziunea familiară că o substanță nu poate acționa acolo unde nu este și considera acțiunea non-locală pur și simplu de neconceput. Din comentariul lui Henry referitor la scrisoarea către Bentley, rezultă doar că Newton nu era de acord cu gravitația ca o proprietate inerentă a materiei, care ar acționa ”fără medierea altcuiva” (atracția epicuriană), dar Dumnezeu poate adăuga gravitație la materie. Chiar dacă Kochiras este în acord în acest caz cu Janiak, afirmând că o astfel de implicare a lui Dumnezeu nu se potrivește cu spiritul empirist al lui Newton, Schliesser aduce în plus argumentul (în favoarea implicării lui Dumnezeu) că practic, în scrisoare, Newton are în vedere influențarea cititorilor săi de a accepta ideea unui univers guvernat de legile divine.
Atât Kochiras cât și Janiak interpretează acest fragment din scrisoarea lui Newton ca o afirmare clară a unui agent imaterial. În plus, Kochiras neagă intenția lui Newton de a-l implica pe Dumnezeu aici, întrucât nu îl introduce în mod clar pe Dumnezeu, vorbind mai degrabă de "medierea altcuiva care nu este material". Dar o astfel de mediere imaterială nu putea fi decât de origine divină. Aceasta rezultă și dintr-un fragment din prima scrisoare a lui Newton către Bentley (10 decembrie 1692), în care acesta a subliniat că mișcarea obișnuită a planetelor este "efectul Planului"”, iar în cea de-a doua scrisoare (17 ianuarie 1692/93 ) a subliniat că "gravitația poate să pună în mișcare planete, dar fără puterea dumnezeiască nu le-ar fi pus niciodată într-o mișcare circulară așa cum o au în jurul Soarelui". Newton acceptă aici, oficial, ideea că Dumnezeu este cauza primară dar nu acționează direct, ci "prin agenții Săi" (cauza secundară), încercând astfel să elimine posibilitatea acceptării ateismului prin acceptarea acțiunii directe la distanță.
Comentariul lui Henry la acest pasaj confirmă ideea de mai sus, afirmând că Newton vrea doar să se asigure că realitatea observată a acțiunii la distanță poate fi folosită pentru a dovedi existența lui Dumnezeu, chiar cu riscul unor sacrificii.

## Interogările dinOptica

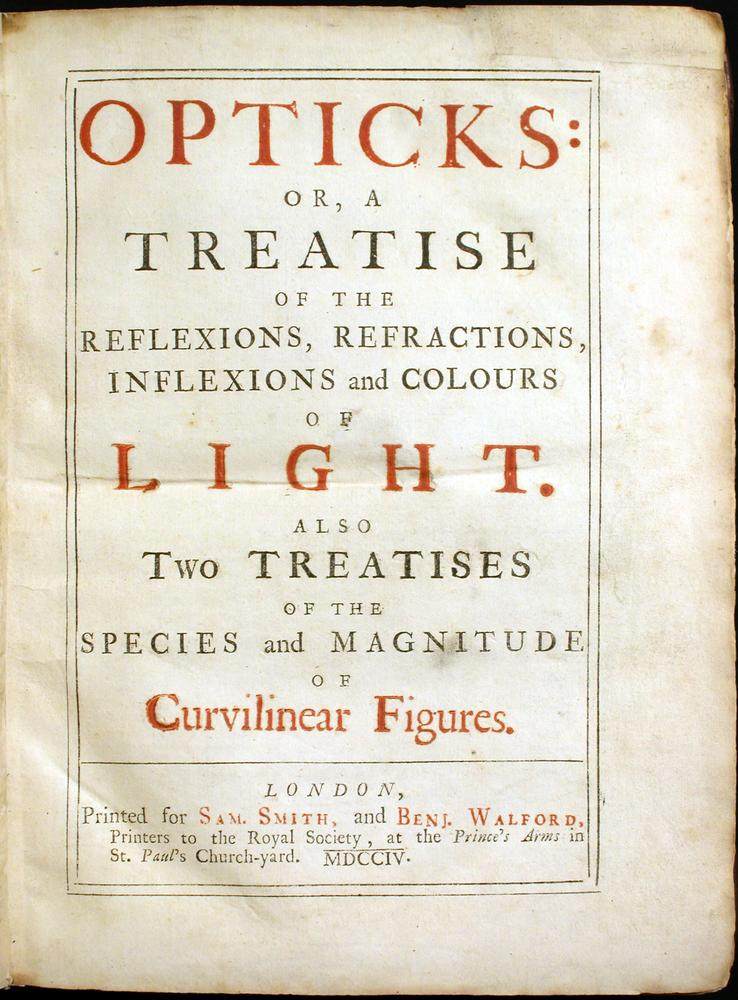
Prima ediție din 1704 a cărții Optica: sau, un tratat al reflexiilor, refracțiilor, inflexiunilor și culorilor luminii.

Practic, filosofia naturală a lui Newton este legată indisolubil de concepția lui despre Dumnezeu. Cunoașterea lui Dumnezeu pare a fi în esență imuabilă, spre deosebire de legile naturii care pot fi supuse unor proceduri de rafinare, revizuire și respingere.
Janiak afirmă că, deoarece Dumnezeu nu este îndepărtat de niciun obiect în orice moment, și ar putea fi chiar ”mediul imaterial”, concluzionând de aici că din punctul de vedere al lui Newton, Dumnezeu nu acționează niciodată la distanță de nici un obiect, interpretare similară cu a lui Hylarie Kochiras (o substanță trebuie să fie prezentă acolo unde acționează).
Newton a sugerat, în timp, mai multe tipuri de eter care ar putea media acțiunea la distanță. Dar, consecvent ideii sale că nu va născoci ipoteze care nu se bazează pe dovezi experimentale, nu a promovat niciodată aceste sugestii la nivelul unor ipoteze științifice. Trebuia să împace mecaniciștii, astfel încât a mers pe ideea unui eter din particule atât de fine încât masa e neglijabilă (practic, un eter imaterial).
Pe baza afirmațiilor din Optica din 1717 care invocă forțe repulsive care acționează la distanță între particulele eterice, Janiak încearcă să anuleze ideea că eterul poate fi mediul fizic (cauza gravitației) care acționează direct la nivel local, sugerând că, la rândul lor, particulele acestui mediu ar putea avea propriul lor mediu fizic, poate într-un alt mediu. Kochiras afirmă că Newton a oscilat între acceptarea și respingerea acțiunii directe la distanță, susținând că, în timp ce interogarea 21 dă o acțiune la distanță directă (nemediată), interogarea 31 implică un mediu imaterial.
Mediul pe care Newton l-a introdus în Interogarea 21 constă din corpuri materiale extrem de mici care sunt separate spațial, pe de o parte, și din principiul activ non-mecanic care produce și mediază forțele repulsive dintre aceste corpuri, pe de altă parte. În Interogarea 28 el a susținut în mod clar că un mediu mecanic trebuie respins. Eterul trece prin corpuri, deci este imaterial. Astfel, „atracția gravitațională a pământului” poate fi explicată ”prin condensarea continuă a unui alt tip de spirit aeterial, nu a corpului principal al eterului flegmatic, ci a unui lucru foarte subțire și subtil difuzat prin el, poate de o natură unguroasă sau gumică, tenace și elastică”. 
Atât Janiak, cât și Kochiras și Ducheyne consideră că Newton vorbește de un eter imaterial. Pentru Janiak, ”eterul nu ar putea fi mecanic în sensul lui Newton, ci va trebui să curgă prin corpuri materiale, interacționând cumva cu masele lor”. Kochiras afirmă că Newton a introdus un eter non-mecanic în Interogarea 21 Ducheyne consideră că mediul pe care Newton l-a introdus în Interogarea 21 implică acțiuni mediate nemecanice la distanță. Folosirea lui Newton în interogări poate fi explicată prin ceea ce am numit „acțiune mediată nemecanic la distanță”.
Ducheyne afirmă, spre deosebire de Henry când vorbește despre interogări, Kochiras despre Interogarea 21 și Schliesser despre De mundi systemate, că Newton nu a acceptat niciodată o acțiune directă nemediată, argumentând prin faptul că, deși Newton a identificat un eter non-mecanic ca fiind cauza gravitației în Interogări, el nu a explicat niciodată cum operează asupra materiei.
De asemenea, în Interogarea 28 Newton a susținut că un mediu mecanic trebuie respins:
Și, prin urmare, pentru a face loc pentru mișcările regulate și durabile ale planetelor și cometelor, este necesar să se golească Cerurile de toată materia, cu excepția unor vapori  foarte subțiri, aburi sau efluvii, care rezultă din atmosferele planetelor și cometelor, și dintr-un astfel de mediu extrem de rar eteric așa cum l-am descris mai sus [adică în Interogarea 21]. Fluidul dens nu poate fi de folos pentru explicarea fenomenelor naturii, mișcările 	planetelor și cometelor fiind mai bine explicate fără el. El servește doar pentru a deranja și a întârzia mișcările acelor mari corpuri și a face astfel încât Cadrul naturii să se estompeze: Și în porii corpurilor, el servește doar pentru a opri mișcările vibrante ale părților lor, de unde vine și căldura și activitatea lor. Și întrucât nu are niciun folos și împiedică Operațiunile Naturii și o face să se destrame, rezultă că nu există nicio dovadă a existenței sale și, prin urmare, ar trebui respins.”
Având în vedere contextul de mai sus, rezultă în opinia lui Newton că un eter mecanic este unul material, care acționează prin contact direct și că un eter nemecanic este unul imaterial.
Newton neagă mișcarea inerentă materiei, aceasta necesitând cauze secundare guvernate divin. În Interogarea 31,
„Mi se pare mai departe că aceste particule nu au numai o Vis inertia, însoțită de astfel de legi pasive de mișcare, așa cum rezultă în mod natural din acea forță [adică, cele trei legi ale mișcării], dar și faptul că ele 	sunt mișcate de anumite Principii active, cum ar fi cea a Gravității și cea care provoacă Fermentația și coeziunea Organismelor„.
De altfel, așa cum confirmă Henry și recunosc și Ducheyne și Kochiras, Newton era pregătit să accepte o acțiune directă la distanță pentru a ține cont de diverse procese optice, în contextul eterului non-mecanic. În Interogarea 31, Newton întreabă: „Nu au particulele mici ale corpurilor anumite puteri, virtuți sau forțe, prin care acționează la distanță. . . ? Pentru că este bine cunoscut faptul că corpurile acționează unul asupra celuilalt prin atracțiile de gravitație, magnetism și electricitate; . . . ” iar în Scholiul la Secțiunea XI a Cărții I a Principiei, a subliniat următoarele:
”Cum pot acționa aceste atracții, nu mă gândesc aici. Ceea ce eu numesc atracție poate fi realizat prin impuls sau prin alte mijloace necunoscute pentru mine. Folosesc acest cuvânt aici pentru a desemna numai în general 	orice forță prin care corpurile tind una față de alta, indiferent de cauză. Pentru că trebuie să învățăm din fenomenele naturii ce corpuri se atrag unul pe altul și care sunt legile și proprietățile atracției, înainte de a 	cerceta cauza prin care atragerea este îndeplinită.”
Newton nu a introdus o cauză a gravitației în interogări,  a recunoscut că „nu știe ce este acest eter”, dar a speculat totuși că gravitația este produsă de principii active non-mecanice și mediate divin. Astfel el s-a rupt de neutralitatea metodologică pe care a susținut-o într-un context demonstrativ, dar nu și-a prezentat speculațiile eterice ca demonstrații, ci ca interogări.
După cum spune Newton mai târziu în Interogarea 31 din Optică, cauza gravitației este un principiu activ în materie și acest principiu activ nu este un aspect esențial al materiei , ci este ceva care trebuie să fi fost adăugat la materie de Dumnezeu, argumentând în aceeași Interogare chiar necesitatea intervenției divine.